# Nikli
Nikli è un sottodistretto (upazila) del Bangladesh situato nel distretto di Kishoreganj, divisione di Dacca. Si estende su una superficie di 214,4 km² e conta una popolazione di 133.729  abitanti (censimento 2011).